# جورج لين (دبلوماسي)
جورج إم لين (بالإنجليزية: George M. Lane)‏ (1928–) موظف أمريكي في السلك الدبلوماسي وكان سفيراً للولايات المتحدة في اليمن (1978-1981). التحق لين بالسلك الدبلوماسي عام 1957 وعمل مسؤول العلاقات الدولية في وزارة الخارجية.